# Homer (Minnesota)
Homer es un lugar designado por el censo ubicado en el condado de Winona en el estado estadounidense de Minnesota. En el Censo de 2010 tenía una población de 181 habitantes y una densidad poblacional de 56,86 personas por km².

## Geografía
Homer se encuentra ubicado en las coordenadas 44°0′26″N 91°33′39″O / 44.00722, -91.56083. Según la Oficina del Censo de los Estados Unidos, Homer tiene una superficie total de 3.18 km², de la cual 3.07 km² corresponden a tierra firme y (3.5%) 0.11 km² es agua.

## Demografía
Según el censo de 2010, había 181 personas residiendo en Homer. La densidad de población era de 56,86 hab./km². De los 181 habitantes, Homer estaba compuesto por el 97.24% blancos, el 2.21% eran afroamericanos, el 0.55% eran amerindios, el 0% eran asiáticos, el 0% eran isleños del Pacífico, el 0% eran de otras razas y el 0% pertenecían a dos o más razas. Del total de la población el 0.55% eran hispanos o latinos de cualquier raza.